# Herb Skoków
Herb Skoków – jeden z symboli miasta Skoki i gminy Skoki w postaci herbu ustanowiony przez Radę Miejską 14 lutego 2020 roku.

## Wygląd i symbolika
Herb przedstawia w polu błękitnym podkowę barkiem w górę i ocelami na zewnątrz srebrną, a w niej ułamany miecz rękojeścią w górę złoty.